# Peter Allen (chanteur)
Pour les articles homonymes, voir Peter Allen et Allen.
Peter Allen, de son vrai nom Peter Richard Woolnough, est un auteur-compositeur-interprète australien, né le 10 février 1944 à Tenterfield (Nouvelle-Galles du Sud, Australie) et décédé le 18 juin 1992 à San Diego (Californie, États-Unis) d'un cancer de la gorge lié au Sida.

## Biographie
Ses chansons ont été popularisées par de nombreux artistes, parmi lesquels Elkie Brooks, Melissa Manchester et Olivia Newton-John.
Une de ces chansons les plus célèbres, I Go to Rio, a été reprise par Claude François sous le titre Je vais à Rio.
Il a remporté un Oscar de la meilleure chanson originale en tant que parolier pour Arthur's Theme (Best That You Can Do), lors de la 54e cérémonie des Oscars.
En plus d'enregistrer de nombreux albums, il s'est produit en concert et dans les cabarets. Il épouse en 1967 l'actrice Liza Minnelli, dont il divorce en 1974 ; il dévoile plus tard son homosexualité et affiche publiquement sa relation avec le mannequin Gregory Connell, qui dure jusqu'à la mort de ce dernier, en 1984.
En 1998, une comédie musicale, The Boy from Oz, qui retrace sa vie est créé à Sydney. Elle est reprise à Broadway en 2003 avec Hugh Jackman dans le rôle principal et remporte un Tony Award, trois Theatre World Award et deux Drama Desk Award.

## Théâtre
En tant qu'acteur
- 1971 Soon, comédie musicale de Martin Duberman, lyrics et musique de Joseph M. Kookolis et Scott Fagan

En tant qu'auteur-compositeur
- 1979 : Up in One, revue de Peter Allen et Craig Zadan, musique de Peter Allen
- 1979 : The Madwoman of Central Park West, comédie musicale de Phyllis Newman et Arthur Laurents, chansons de Peter Allen et divers
- 1988 : Legs Diamond, comédie musicale de Harvey Fierstein et Charles Suppon, lyrics et musique de Peter Allen
- 1998 : The Boy from Oz, comédie musicale de Martin Sherman, lyrics et musique de Peter Allen

## Discographie

### Albums
- Chris and Peter Allen's Album No. 1 (1968)
- Peter Allen (1971)
- Tenterfield Saddler (1972)
- Continental American (1974)
- Taught by Experts (1976) - repris en partie dans The Singer Songwriter Anthology
- It Is Time for Peter Allen (1977) - album live, repris dans The Singer Songwriter Anthology
- I Could Have Been a Sailor (1979)
- Bi-Coastal (1980)
- The Best (1980)
- Not the Boy Next Door (1983)
- Captured Live at Carnegie Hall (1985)
- Making Every Moment Count (1990)
- At His Best (1993)
- The Very Best of Peter Allen (1997)
- Peter Allen - The Singer Songwriter Anthology (1998, coffret)
- Digitally Remastered Best (1998)
- The Very Best of Peter Allen: The Boy from Down Under (2004)
- Ultimate (2006)

## Distinctions
- Oscars 1982 : Meilleure chanson originale pour Arthur's Theme (Best That You Can Do), avec Christopher Cross, Burt Bacharach et Carole Bayer Sager